# 로라 멀비
로라 멀비(Laura Mulvey, 1941년 8월 15일 ~ )는 영국의 페미니즘 영화이론가다. 성 힐다 칼리지, 옥스퍼드 대학교에서 수학했다. 그는 현재 버크벡 칼리지에서 영화 연구, 미디어 연구 교수를 역임 중이다. 그 전에는 영국 영화 협회에서 오랜 기간 일했다.
2008~09년 연구 기간 동안 멀비는 웨슬리 칼리지에서 인문학부 메리 코닐 객원 교수였다. 멀비는 세 개의 명예 학위를 받았다. 2006년 이스트 앵글리아 대학교에서 박사 학위, 2009년 콘코디아 대학교에서 법학 박사, 2012년 유니버시티 칼리지 더블린에서 블룸스데이 문학 박사 학위.

## 같이 보기
- 응시
- 여성의 시선
- 관음증
- 실험영화
- 페미니즘 영화이론

## 참고 문헌
- Mulvey, Laura (Autumn 1975). “Visual pleasure and narrative cinema”. 《Screen》 16 (3): 6–18. doi:10.1093/screen/16.3.6.
- Studlar, Gaylyn (1993). 《In the realm of pleasure》. New York: Columbia University Press. ISBN 9780231082334.
- Mulvey, Laura (1996). 《Fetishism and curiosity》. Bloomington: Indiana University Press. ISBN 9780253210197.
- Mulvey, Laura (1992). 《Citizen Kane》. BFI Film Classics Series. London: BFI Publishing. ISBN 9780851703398.
  - 이형식 역, 《시민 케인》, 동문선, 2004년 10월 25일, ISBN 9788980388158.
- Mulvey, Laura (Autumn 2004). “Looking at the past from the present: rethinking feminist film theory of the 1970s”. 《Signs: Journal of Women in Culture and Society》 30 (1): 1286–1292. doi:10.1086/421883.
- Mulvey, Laura (2005). 《Death 24x a second》. London: Reaktion Books. ISBN 9781861892638.
  - 이기형, 이찬욱 공역, 《1초에 24번의 죽음: 로라 멀비의 영화사 100년에 대한 성찰》, 현실문화연구(현문서가),  2007년 9월 14일, ISBN 9788992214193.
- Balaram, Rakhee (2007). “Artists: Laura Mulvey and Peter Wollen”. 《Lux Online》 (LUX).
- Mulvey, Laura (2009), 《Visual and other pleasures》 2판, Houndmills, Basingstoke, Hampshire England New York: Palgrave Macmillan, ISBN 9780230576469